# Lynis
Lynis est un logiciel libre d'audit de sécurité extensible pour les ordinateurs ou machines virtuelles utilisant les systèmes d'exploitation tels que AIX, FreeBSD, HP-UX, Linux, macOS, NetBSD, OpenBSD, Solaris et autres dérivés d'Unix ou de type POSIX. Il assiste les administrateurs systèmes et les professionnels de la sécurité dans la tâche d'examen rapide (scan) d'un système et de ses défenses de sécurité, ceci dans un but de durcissement (en anglais system hardening).

## Logiciel
L'outil a été créé par Michael Boelen, l'auteur original de rkhunter ainsi que par plusieurs autres contributeurs spéciaux et traducteurs. Lynis est publié sous Licence publique générale GNU version 3.
Le logiciel détermine diverses informations sur le système à auditer, tels que le système d'exploitation, les paramètres du noyau, les mécanismes d'authentification et de fonctionnement des comptes, les paquets et services installés, la configuration réseau, la journalisation et la supervision (par exemple syslog-ng), la cryptographie (par exemple les certificats TLS/SSL) ou encore les antivirus installés (par exemple ClamAV ou rkhunter). En complément, il vérifiera le système à la recherche d'erreurs de configuration et de problèmes de sécurité. Sur demande de la personne chargée de l'audit, ces vérifications peuvent se conformer à des standards internationaux comme ISO 27001, PCI DSS et HIPAA.
Le logiciel aide aussi dans le cadre d'audit pleinement automatisé ou semi-automatique, de la gestion de correctifs logiciels, de l'évaluation du suivi des recommandations concernant le durcissement informatique de serveurs et enfin de la recherche de vulnérabilités / logiciels malveillants sur des systèmes dérivés d'Unix. Il peut être installé localement à partir de la plupart des gestionnaires de paquets des systèmes concernés ou bien directement lancé à partir d'un disque, y compris une clé USB, un CD ou un DVD.

## Public cible
Le public visé regroupe les auditeurs, les spécialistes en sécurité, les chargés de tests d'intrusion (penetration testers ou pentesters en anglais) et parfois les administrateurs systèmes ou réseaux. Habituellement, les membres d'une Première Ligne de Défense dans une société ou une grande organisation tendent à utiliser de tels outils d'audit. Selon la documentation officielle du logiciel, il existe également une version pour entreprises (Lynis Enterprise version), disponible avec le support de plus de 10 systèmes informatiques, fournissant l'analyse antivirale, la détection d'intrusion ainsi que des conseils supplémentaires pour les auditeurs.

## Accueil et popularité
En 2016, Lynis a gagné un InfoWorld Bossie Award.